# Чоботань
Чоботань, Чоботані (рум. Ciobotani) — село у повіті Муреш в Румунії. Входить до складу комуни Стинчень.
Село розташоване на відстані 286 км на північ від Бухареста, 70 км на північний схід від Тиргу-Муреша, 128 км на схід від Клуж-Напоки, 146 км на північ від Брашова.

## Населення
За даними перепису населення 2002 року у селі проживали 324 особи, з них 320 осіб (98,8%) румунів. Рідною мовою 321 особа (99,1%) назвала румунську.